# Colin Petierre
Colin Petierre (* 20. Februar 1999 in Toronto, Ontario) ist ein kanadischer Schauspieler und Tänzer.

## Leben
Petierre ist das Älteste von vier Kindern. Er hat einen jüngeren Bruder und zwei jüngere Schwestern. Während seines fünften Lebensjahres entdeckte er seine Vorliebe für den Tanz. Er war sieben Jahre alt, als er im Tanzstudio seiner Eltern mit dem Training in Latein und Standardtänzen begann.
2013 debütierte er in der Fernsehserie Dino Dan: Trek's Adventures in der Rolle des Bobby. Dieselbe Rolle verkörperte er in einer Episode der Fernsehserie 
Dino Dana im Jahr 2018. Von 2014 bis 2015 wirkte er in der Fernsehserie The Next Step mit. Er verkörperte von 2016 bis 2017 die Rolle des Sasha Roy in insgesamt 60 Episoden der Fernsehserie Backstage.

## Filmografie

### Schauspieler
- 2013: Dino Dan: Trek's Adventures (Fernsehserie, 7 Episoden)
- 2014–2015: The Next Step (Fernsehserie, 6 Episoden)
- 2015: Annedroids (Fernsehserie, Episode 2x09)
- 2016–2017: Backstage (Fernsehserie, 60 Episoden)
- 2018: Zombies (Z-O-M-B-I-E-S) (Fernsehfilm)
- 2018: Dino Dana (Mini-Serie, Episode 2x02)

### Synchronsprecher
- 2013: Kol's World (Zeichentrickserie)